# Stegaraki
Stegaraki (Stegarake) /značenje imena nepoznato/, pleme američkih Indijanaca porodice Siouan, naseljeno u domorodačko doba duž rijeke Rapidan na području današnjeg okruga Orange u Virginiji. Stegaraki su uz još nekoliko plemena bili članovi plemenskog saveza Manahoac. U ranim godinama 18. stoljeća zajedno s plemenima Meipontsky, Occaneechi, Saponi i Tutelo smješteni su na Ft. Christanni na rijeci Meherrin, na mjestu sadašnjeg Gholsonville, gdje su prema zamisli virginijskog guvernera Spotswooda, trebali činiti barijeru od neprijateljskih plemena. 